# 마이크 러더퍼드
마이클 존 클로테 크로퍼드 러더퍼드(영어: Michael John Cloete Crawford Rutherford, 1950년 10월 2일 ~ )는 영국의 기타리스트, 베이시스트, 작곡가로, 록 밴드 제네시스의 공동 창립자이자 리드 기타리스트, 베이시스트로 가장 잘 알려져 있다. 그와 키보디스트 토니 뱅크스는 이 그룹의 두 명의 연속 멤버이다.
처음에는 제네시스의 베이시스트이자 백 보컬로 활동했던 러더퍼드는 또한 제네시스의 역대 리드 기타리스트인 앤서니 필립스와 스티브 해킷과 함께 밴드의 대부분 리듬 기타 파트를 연주했다. 해킷이 1977년에 제네시스를 탈퇴한 이후, 러더퍼드는 밴드의 스튜디오 음반에서 리드 기타리스트 역할을 추가로 맡게 되었으며, 이는 1978년 《...And Then There Were Three...》 음반부터 시작되었다. 러더퍼드는 제네시스 경력 내내 주요 작곡가 중 한 명이었으며, 〈Follow You Follow Me〉, 〈Turn It On Again〉, 〈Land of Confusion〉, 〈Throwing It All Away〉와 같은 밴드의 세계적인 히트곡들의 가사를 썼다. 그는 2010년에 제네시스의 일원으로 로큰롤 명예의 전당에 헌액되었다.
제네시스에서의 활동 외에도 러더퍼드는 1980년대 초반에 두 장의 솔로 음반을 발표했다. 1985년에는 마이크 앤 더 메카닉스를 결성하여, 이 밴드는 독자적으로 차트를 석권하고 큰 라이브 인기를 얻었다. 이 그룹은 러더퍼드에게 1988년 싱글 〈The Living Years〉로, 아이버 노벨로 어워드와 그래미 어워드 2관왕을 안겨주었다.

## 연주 스타일

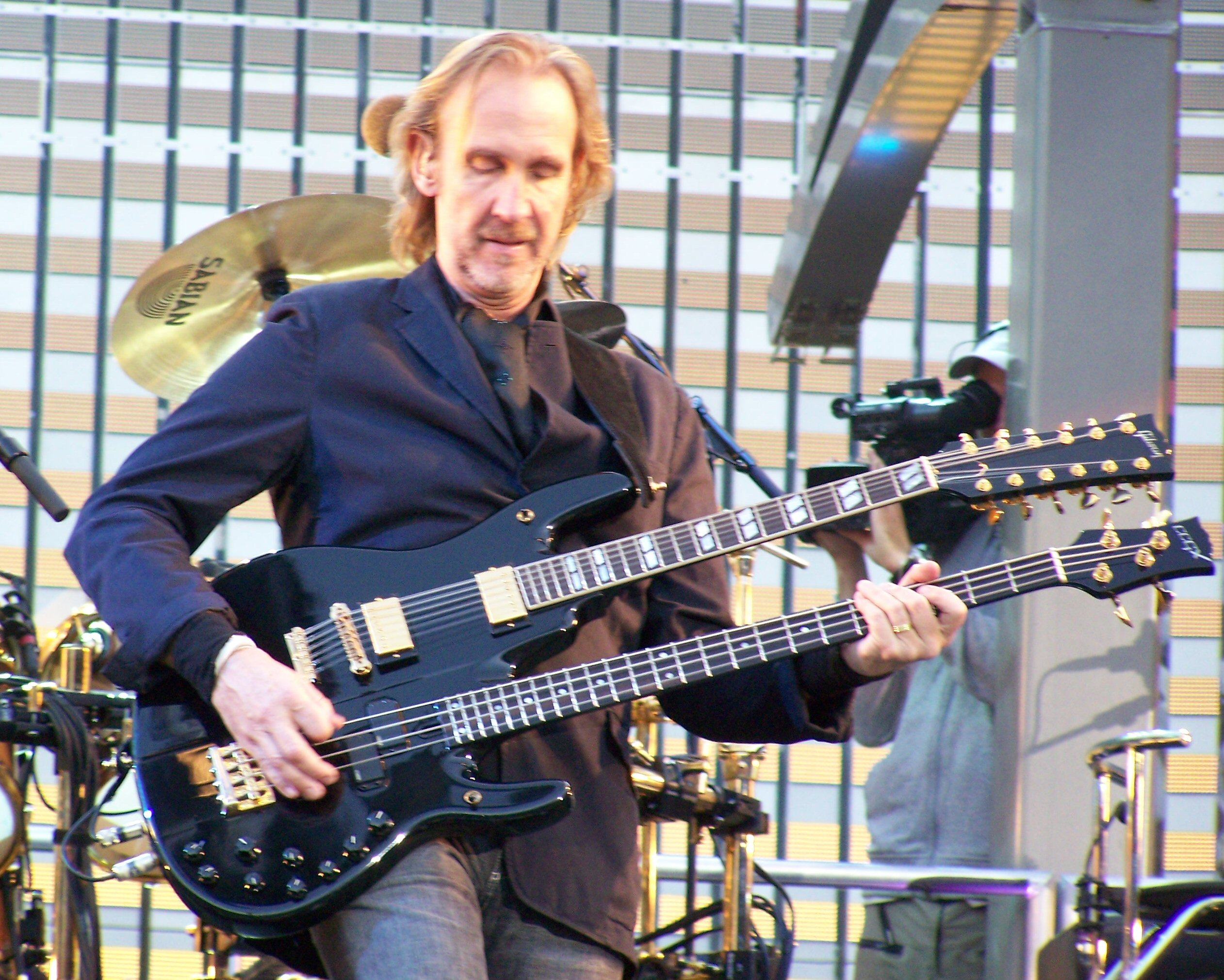
2007년 공연 중인 러더퍼드

러더퍼드의 연주 스타일은 제네시스 내에서 비정형적인 연주 요구사항에 의해 형성되었다. 제네시스에서는 악기 간 전환 (또는 악기 간 역할 전환)이 빈번했기 때문이다. 그의 베이스 기타와 기타 연주는 일부 비평가들로부터 찬사를 받았지만, 러더퍼드는 자신의 연주를 평균적이라고 표현하며, 자신을 무엇보다도 작곡가로 여긴다고 말했다.
러더퍼드의 베이시스트로서의 초기 연주는 피크 사용과 고음 설정을 특징으로 했다. 그는 또한 앙상블 내에서 악기의 음색을 차별화하기 위해 비교적 거칠고 관악기와 비슷한 왜곡 설정을 사용하기도 했다. 1970년대 중반부터는 제네시스 곡들 (특히 발라드)에서 프렛리스 베이스 기타를 연주하기 시작했으며, 8현 베이스 기타를 실험적으로 사용하기도 했다.
러더퍼드의 리듬 기타 연주는 처음에는 일렉트릭과 어쿠스틱 12현 기타의 사용으로 특징지어졌다. 초기 제네시스 녹음에서 독특한 사운드는 러더퍼드와 앤서니 필립스 또는 이후에는 스티브 해킷이 서로 얽히듯 연주하는 어쿠스틱 12현 기타의 이중 연주에서 비롯되었다(키보디스트 토니 뱅크스가 가끔 12현 기타 연주에 참여하여 듀오 또는 트리오를 구성하기도 했다). 리듬 기타 연주자이자 작곡가로서 러더퍼드는 〈Follow You Follow Me〉, 〈Turn It On Again〉, 〈Invisible Touch〉 같은 제네시스 곡이나, 마이크 앤 더 메카닉스의 〈The Living Years〉처럼 멜로디컬하고 미니멀한 코드나 단일 음 진행을 선호해왔다.
러더퍼드는 1977년 해킷이 밴드를 떠난 후 제네시스에서 리드 기타 역할을 맡았다. 이전에는 만약 그가 연주하는 것이 가장 좋은 경우(예를 들면 《Selling England by the Pound》의 일렉트릭 시타르 파트) 제네시스 음악에 간헐적으로 리드 기타 기여를 했지만, 해킷의 탈퇴와 밴드가 새로운 기타리스트를 영입하거나 《...And Then There Were Three...》에서 스튜디오 기타리스트를 사용하는 것을 고민한 끝에, 새로운 기타리스트를 영입하지 않기로 결정한 이후, 러더퍼드는 녹음 스튜디오에서 모든 기타 역할을 맡게 되었으며, 베이스뿐만 아니라 리드 기타도 함께 연주할 만큼 자신감을 느끼고 있었다. 리드 연주자로서 그는 긴, 멜로디컬한 톤을 선호하며, 음을 구부려 애절하고 거의 보컬 같은 선율로 만든다. 이것은 "노래할 수 있는" 솔로나 기술적 기교 과시보다는 소닉 분위기를 만드는 결과를 낳는다. 해킷 이후, 그는 또한 자신의 초기 12현 기타 기반 접근 방식 너머로 리듬 기타 접근법을 다양화했다.

## 경력

### 제네시스
앤서니 필립스에 따르면, 러더퍼드는 제네시스의 데뷔 음반 《From Genesis to Revelation》에서는 작곡에 거의 참여하지 않았으며, 두 번째 음반 《Trespass》를 통해 본격적인 작곡가로 부각되었다. 제네시스는 일반적으로 공동 작곡 방식을 취했으며, 러더퍼드의 대표적인 기여로는 〈The Musical Box〉에서 일렉트릭 구간으로 넘어가는 전환부, 〈The Cinema Show〉 전반부의 음악, 그리고 〈Follow You Follow Me〉와 〈Turn It On Again〉의 가사 작업이 있다. 그는 또한 〈Your Own Special Way〉 같은 소규모 히트곡을 포함해 몇몇 제네시스 곡들을 단독으로 작곡하기도 했다.